# Feacis

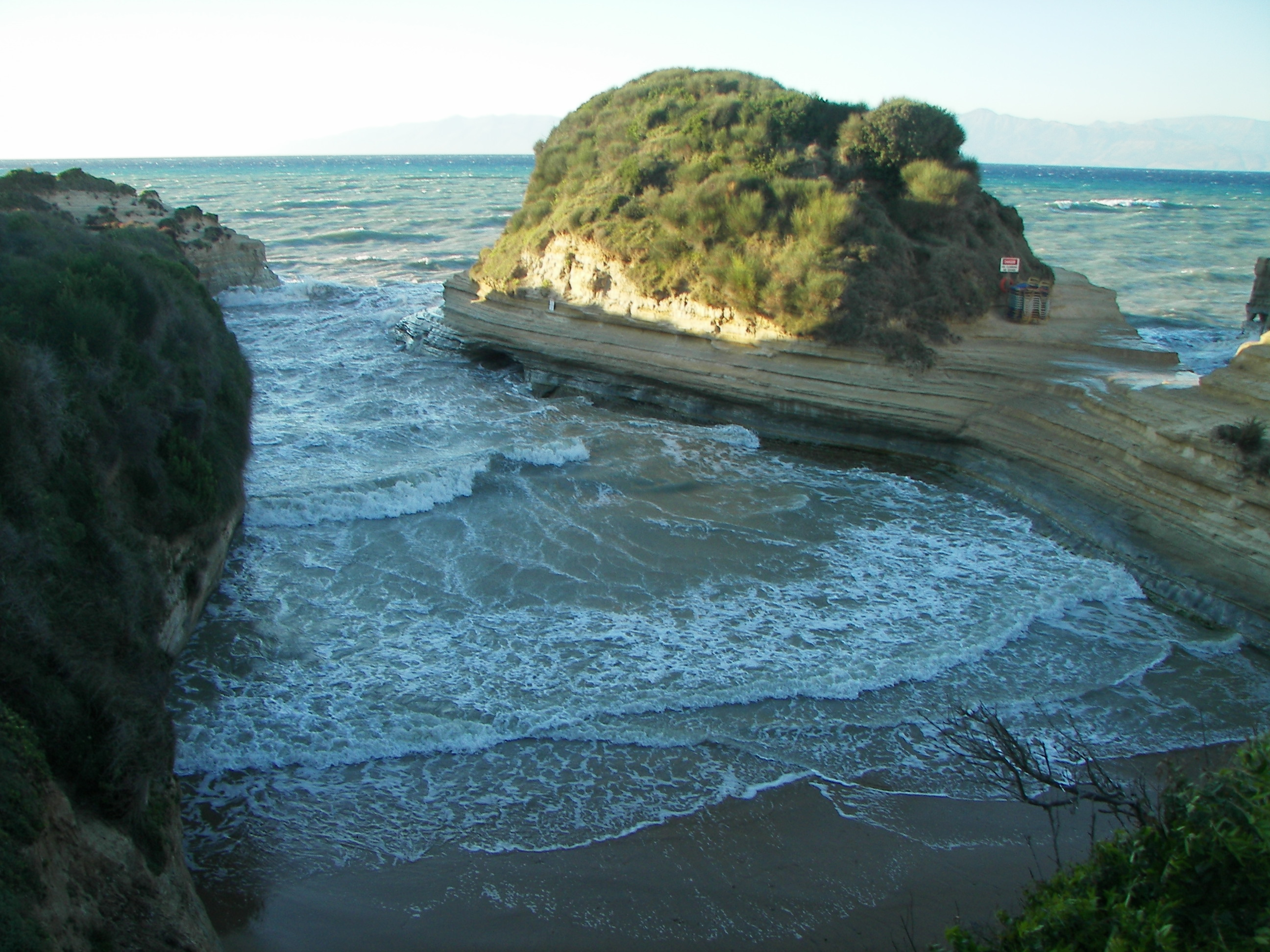
Probablement l'illa d'Esqueria sigui l'actual Corfú

Els feacis (grec antic: Φαίακες) foren un poble mític de l'illa d'Esquèria (probablement l'actual Corfú). Eren una estirp de mariners que descendien d'un epònim, Fèax, que els va conduir al país d'Hiperea, on vivien anteriorment i d'on van ser foragitats pels ciclops. Es dedicaven a la navegació i al comerç.
Aquest poble és part essencial de l'Odissea d'Homer, ja que és el poble que acull Odisseu poc abans del seu retorn a Itaca. Després de partir en una embarcació des de l'illa de Calipso, Odisseu naufraga en una nova illa i és trobat per Nausica, qui el porta davant del seu pare, el rei Alcínous. Aquest l'acull i escolta la seva història, i després ordena ajudar a retornar Odisseu a la seva pàtria posant a la seva disposició un vaixell amb tota la seva tripulació. El destí fatal d'aquest poble s'entén quan Posidó, molest per l'ajuda prestada a Odisseu, demana càstig a Zeus. Aquest, al seu retorn, converteix la nau dels feacis en una immensa roca enfront del port.
El poble dels feacis també havia acollit als argonautes, i Jàson i Medea es van casar en aquesta terra.